# Melitta Sallai

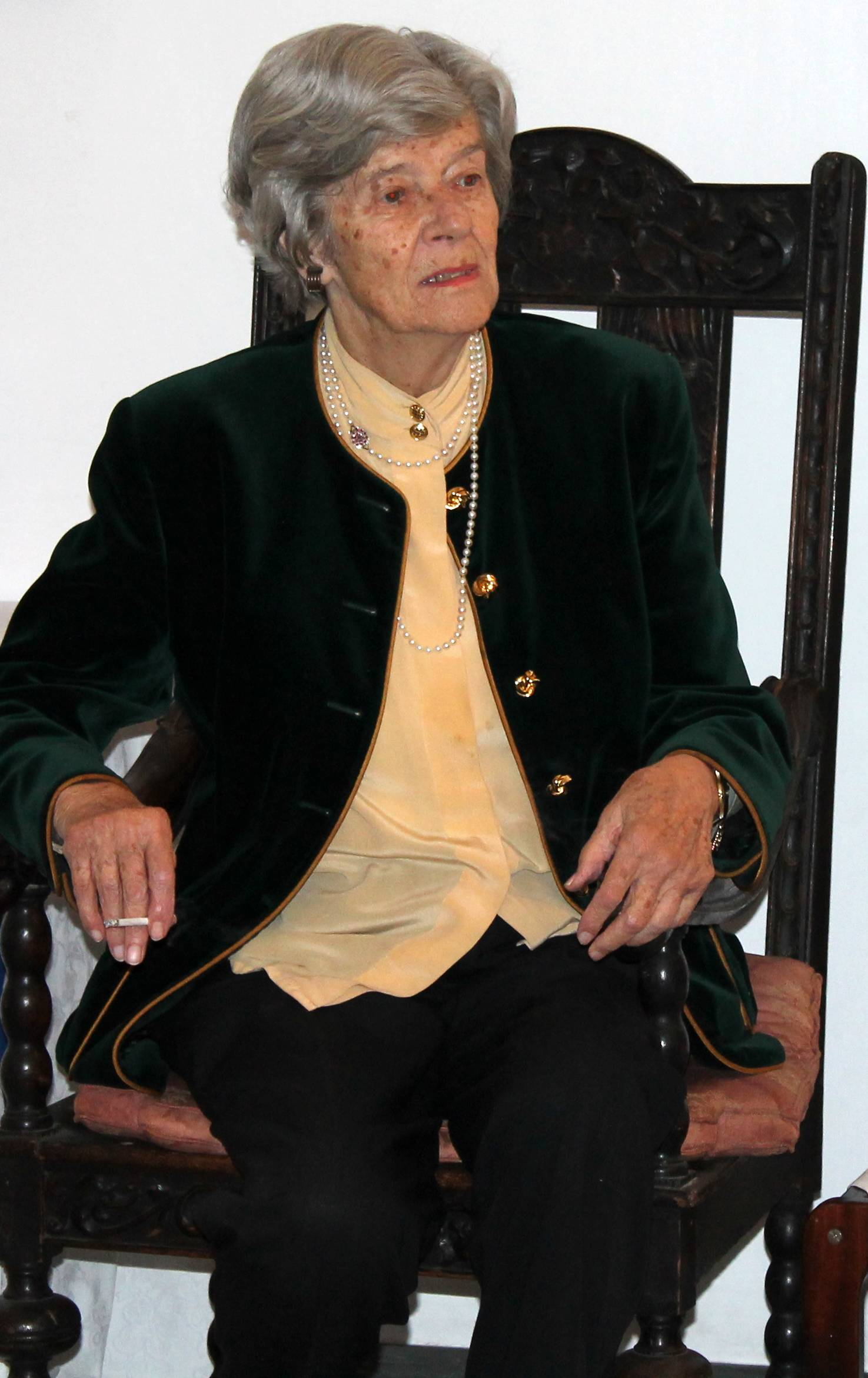
Melitta Sallai (2012)

Melitta Sallai (geboren als Melitta Wietersheim-Kramsta am 2. Oktober 1927 in Breslau, Provinz Niederschlesien) ist eine deutsche Stifterin, die sowohl von deutscher als auch von polnischer Seite mehrfach für ihr Engagement für Kinder- und Jugendarbeit in Polen und für ihre Verdienste um die deutsch-polnische Versöhnung ausgezeichnet wurde.

## Leben

### Familie, Kindheit und Arbeitsleben
Melitta Sallai (gesprochen „Schallei“) ist die Tochter des Hans-Christoph von Wietersheim-Kramsta, Besitzer von Schloss Muhrau, und seiner Frau Herta, geborene von Johnston.
Melitta Sallai wuchs im Schloss Muhrau in der damaligen Ortschaft Muhrau, im heutigen Morawa bei Strzegom auf. Ab 1938 besuchte sie das Lyceum im damaligen Striegau, heute Strzegom. 1942 kam sie auf ein Internat in Heiligengrabe.
Im Januar 1945 wurde Melitta Sallai Zeugin, wie Kunstwerke, die zuvor aus polnischen Sammlungen gestohlen worden waren, von deutschen Soldaten im elterlichen Schloss gelagert wurden, darunter das Gemälde Dame mit dem Hermelin von Leonardo da Vinci und das immer noch verschollene Porträt eines jungen Mannes von Raffael. Im gleichen Jahr floh Melitta mit 17 Jahren mit ihrer Familie nach Österreich ins Kleinwalsertal, wo die Mutter einige Jahre zuvor ein Haus erworben hatte.
Melitta Sallai ging als Au-pair-Mädchen nach Frankreich, nach Portugal und schließlich als Sekretärin 1952 nach Angola, wohin sie nach einer zwischenzeitlichen Rückkehr nach Deutschland 1959 zurückkehrte. Dort wurde die als Groundhostess bei Panair do Brasil angestellt, dann bei der Aerotour-Deutsche-Luftreederei. In Angola heiratete sie den ungarischen Diplomaten Charles Sallai, der eine Kaffeeplantage betrieb, und bekam zwei Söhne. Nach der Unabhängigkeit Angolas verließ Melitta Sallai 1981 mit ihrer Familie Angola und ging zurück nach Deutschland. Dort arbeitete sie als Sekretärin bei der Max-Planck-Gesellschaft in München.

### Rückkehr aufs Schloss Muhrau und Engagement für die deutsch-polnische Aussöhnung
1985 gab es erste Kontakte der Familie von Wietersheim-Kramsta zu einem Vollblutgestüt in Striegau/Muhrau. Nach Aussage von Melitta Sallai machte der Chef des Gestüts den Vorschlag, dass die Familie zurückkehren solle, um aus dem benachbarten Schloss Muhrau etwas zu machen. Da dies auch zeitlebens der Wunsch der Mutter gewesen sei, verfolgten Melitta Sallai und ihre Geschwister diesen Gedanken zunehmend ernsthafter. Ihr Plan war es, im ehemalig elterlichen Schloss einen Kindergarten zu eröffnen, der von Kindern des Dorfs Morawa kostenfrei besucht werden könnte. Melitta Sallai gründete dazu mit ihren Geschwistern eine Stiftung nach polnischem Recht, die Stiftung Fundacja sw. Jadwigi (St.-Hedwig-Stiftung), die 1992 von der polnischen Treuhandanstalt das Schloss Muhrau und 12 Hektar Park pachtete, da es nicht möglich gewesen war, nur die für den Kindergarten nötigen Räumlichkeiten anzumieten. Sallai (inzwischen Rentnerin und verwitwet) lernte polnisch und zog selbst zurück auf das Schloss Muhrau. 1993 eröffnete der Kindergarten, in dem schon ein Jahr später über dreißig Kinder aus finanziell schwächer gestellten Haushalten kostenlos betreut wurden. Aus dem zweiten Teil des Hauses machte sie mit ihrer Familie eine Begegnungs- und Bildungsstätte, die 1995 eröffnet wurde. Hier finden Tagungen und Lehrveranstaltungen statt. Schwerpunkt sind deutsch-polnische Jugendtreffen und Seminare zur schlesischen und polnischen Geschichte für junge Menschen, aber auch Fortbildungen für Pädagogen und Sozialarbeiter. Melitta Sallai tritt dort und bei anderen Gelegenheiten häufig als Zeitzeugin für die deutsch-polnische Verständigung auf. Mit den Einnahmen der Begegnungs- und Bildungsstätte – auch aus Übernachtungen – wird der Betrieb des karitativen Kindergartens unterstützt. Melitta Sallai verhilft der Stiftung darüber hinaus durch Öffentlichkeitsarbeit und Einwerben von Spenden zu den finanziellen Mitteln, unterschiedliche Projekte voranzutreiben. Im Jahr 1999 kaufte die Stiftung Fundacja sw. Jadwigi, die auch in Deutschland einen Förderverein hat, das Schloss und den Park. Der Erhalt des Schlosses wird von Deutsch-Polnische Stiftung Kulturpflege und Denkmalschutz unterstützt.
Im Januar 2025 erhielt Melitta Sallai das Bundesverdienstkreuz für ihren Einsatz für die deutsch-polnische Versöhnung mit der St. Hedwig-Stiftung (Fundacja sw. Jadwigi) und für den Schutz des kulturellen Erbes Niederschlesiens. Die Auszeichnung wurde ihr im Namen des deutschen Bundespräsidenten vom Breslauer Generalkonsul Martin Kremer überreicht. Über die Auszeichnung wurde auch in polnischen Medien berichtet, u. a. bei TVP Wroclaw.
Neben der deutschen besitzt Sallai seit 1999 auch die polnische Staatsbürgerschaft.

## Publikationen von und über Melitta Sallai
2006 veröffentlichte Melitta Sallai eine Autobiographie Von Muhrau nach Morawa, die auf Deutsch und auf Polnisch erschien und 2013 neu aufgelegt wurde.
Im Juni 2009 wurde im Bayerischen Fernsehen als Folge 2 der Reihe Verliebt in alte Mauern die Dokumentation Melitta Sallai – Heimat kann man mitnehmen erstmals im deutschen Fernsehen ausgestrahlt.
2020 entstand im Rahmen der Masterarbeit von Kai Jostmeier an der Uni Tübingen die Webdoku Melitta Sallai: Ein Weltenleben, die zeitweise in der ZDF-Mediathek im Bereich ZDF-History abgerufen werden konnte.
Im Dokumentarfilm Le Dame con l’Ermellino des Regisseurs Claudio Poli von 2021 ist Melitta Sallai eine von vier Frauen, deren Verflechtungen mit Lenordo da Vincis Gemälde Dame mit Hermelin aufgezeigt werden.
2024 produzierte der polnische Fernsehsender TVP3 Opole den Dokumentarfilm Śląski los (Schlesisches Schicksal) des polnischen Reporters Maciej Maciejewski über die Geschichte der inzwischen 97-jährigen Melitta Sallai.

## Auszeichnungen
- 1998: Orden des Lächelns[6]
- 1999: POLCUL-Preis (für die Stiftung Fundacja sw. Jadwigi)[6]
- 2001 deutsch-polnischer Preis (für die Stiftung Fundacja sw. Jadwigi/Hedwig-Stiftung, zusammen mit der Deutsch-Polnischen Gesellschaft Sachsen), von den Außenministern Fischer (Deutschland) und Cimoszewicz (Polen) am 26. Februar 2002 in Berlin an Melitta Sallai übergeben[9][22]
- 2015: Sonderpreis des niedersächsischen Kulturpreises Schlesien[9]
- 2015: Ehrenbürgerschaft der Stadt Strzegom[6]
- 2018: Goldenes Verdienstabzeichen der Woiwodschaft Niederschlesien (Odznaka Honorowa Zasłużony dla Województwa Dolnośląskiego)[23]
- 2025: Bundesverdienstkreuz am Bande[24]